# جامعة بيلا تسيركفا الزراعية الوطنية
جامعة بيلا تسيركفا الزراعية الوطنية مؤسسة تعليم عالي أوكرانية، (بالأوكرانية: Білоцеркі́вський націона́льний агра́рний університе́т) هي جامعة تقع في كييف عاصمة أوكرانيا. تأسست هذه الجامعة في سنة 1929